# 道下村
道下村（みちしたむら）は、富山県下新川郡に存在した村。「みちしだむら」とも呼ばれていた。
北陸街道よりも海側（通称「ミチノシタ」）にあったため、「道下」という村名になった。
1952年4月1日に下新川郡魚津町、道下村、片貝谷村、加積村、経田村、天神村、上中島村、下中島村、西布施村、上野方村、下野方村及び松倉村が合併して、魚津市が発足する。現在は旧大字下村木などが村木地区、残りは道下地区となっている。

## 地理・産業
- 現在の魚津市の市街地より北の部分。
- 用水は中川用水、経田用水などを利用。
- 特産品はアオノリ、カキ、アワビ、ナマコなど[4]。
- 日本カーバイド工業の工場がある。かつては石灰釜がいくつかあり、多くの石灰を生産していた[2]。

## 歴史
- 1889年4月1日 - 町村制の施行により、下新川郡本新村、釈迦堂新村、北鬼江村、北中村、青島村、仏田又新村、仏田村の区域の一部、岡経田村の区域の一部及び下村木村の区域の一部および西尾崎村の飛び地（魚津市立東部中学校グラウンドの海側、現在の高畠地区[5]）をもって、下新川郡道下村が発足する。村役場が北鬼江に設置された[4]。
- 1892年 - 道下尋常小学校完成[6]。
- 1908年11月16日 - 北陸本線魚津駅が大字釈迦堂に完成[7][8]。
- 1912年 - 日本電気工業操業開始。
- 1930年 - この頃の大字は、北鬼江、本新（現在の本新・本新町）、村木、釈迦堂、高畠、北中、青島、仏田、仏又、岡経田の計10[4]。
- 1935年10月8日 - 大字本新に日本カーバイド工業魚津工場設立[9]。
- 1952年4月1日 - 下新川郡魚津町、道下村、片貝谷村、加積村、経田村、天神村、上中島村、下中島村、西布施村、上野方村、下野方村及び松倉村が合併して、魚津市が発足する。道下村の大字は魚津市の大字に継承。

## 村長
出典→
1. 谷順平（1889年6月4日 - 不詳）
2. 三谷満房（1890年5月23日 - 不詳）
3. 伊藤佑良（1891年1月13日 - 不詳）
4. 友杉夏江（1891年9月22日 - 1895年9月22日）
5. 大崎義一（1895年11月1日 - 1909年10月2日）
6. 谷義雄（1909年12月13日 - 1917年12月13日）
7. 山瀬隆一（1917年12月22日 - 1921年7月6日）
8. 谷富治（1921年8月17日 - 1922年2月6日）
9. 谷義雄（1922年4月5日 - 1922年10月30日）
10. 林久松（1922年11月15日 - 1930年11月15日）
11. 高見源二（1930年11月15日 - 1934年10月2日）
12. 山瀬隆一（1934年10月18日 - 1943年1月30日）
13. 谷富治（1943年3月25日 - 1946年11月19日）
14. 平沢栄次（1947年4月5日 - 1952年3月31日）

## 村議会議長
出典→
1. 岡田覚造（1946年10月4日 - 1947年4月29日）
2. 関口弥一（1947年5月17日 - 1952年3月31日）

## 特徴
道下村は、現・魚津市を構成する町村のなかでは、魚津町に次いで裕福な村であった。南部が魚津町に近く、魚津駅や日本カーバイド工業の工場、同社のいくつかの関連企業などがあったためである。特に大字村木は魚津町の北隣にあるため、市街地の延長の街として発展（魚津港が完成してからは漁業関連業種も集中した）していた。そのため、合併前に何度もあった他町村からの合併要請を、ことごとく断っていた。1952年の合併時も、賛否両論相半ばであった。反対派は農村の美風が損なわれることや日本カーバイド工業魚津工場からの税収がある富裕村であったため合併すると税負担が重くなることに懸念を示していたが、当時の平沢村長や関口村会議長、高辻武邦富山県知事が反対の議員や住民に対し連日説得に努め、最終的に道下村所有の土地・現金をもって財産区を設定する、魚津駅前を市役所新庁舎の建設候補地とするなどの条件付きで、1952年3月24日に満場一致で合併の議決をしている。
結局、魚津市に合併された道下村だが、農業協同組合や漁業協同組合は合併を断っていた（後に漁協は1996年1月1日に、農協は1999年4月1日に合併）。